# Psodos quadrifaria
Psodos quadrifaria is een dagactieve nachtvlinder uit de familie van de spanners (Geometridae).
De spanwijdte van deze vlinder is 18 tot 25 millimeter. De grondkleur is bruin; door de buitenste helft van de vleugels loopt een brede donkergele band. 
De soort gebruikt diverse lage planten als waardplant. De vliegtijd is van eind mei tot halverwege augustus in een jaarlijkse generatie.
De soort komt voor in de gebergtes Alpen, Pyreneeën, Hoge Tatra, Balkan en Reuzengebergte. De soort is tot 2700 meter boven zeeniveau waar te nemen; de meeste waarnemingen komen echter van rond de boomgrens.